# Premier district congressionnel du Kansas
Le 1er district congressionnel du Kansas est un district de l'État américain du Kansas. Communément appelé "The Big First", le district englobe tout ou partie de 64 comtés couvrant plus de la moitié de l'État, ce qui en fait le septième plus grand district du pays qui ne couvre pas un État entier.
Manhattan, Salina, Dodge City, Garden City, Hays, McPherson, Hutchinson et Lawrence sont situés dans le district. De 2011 à 2017, le district était représenté par le Républicain Tim Huelskamp, initialement élu en 2010 pour succéder à son compatriote Républicain Jerry Moran qui s'est présenté avec succès au siège du Sénat américain anciennement détenu par Sam Brownback. Huelskamp a été réélu deux fois en 2012 et 2014, mais a perdu la Primaire républicaine de 2016 pour un quatrième mandat face à l'obstétricien Roger Marshall.
Marshall a été réélu en 2018, puis a été élu au Sénat des États-Unis en 2020. Il a été remplacé à la Chambre par l'ancienne Lieutenant-Gouverneur Tracey Mann de Salina. Mann deviendra le premier Représentant du district à résider à l'est de l'US Highway 281 depuis que le district a pris sa configuration actuelle lors du 88e Congrès.
Avec un indice CPVI de R + 18, c'est le district le plus républicain du Kansas. Les républicains dominent tous les niveaux de gouvernement, remportant souvent plus de 65 % des voix lorsqu'ils sont confrontés à la moindre opposition. Depuis sa création en 1875, il a élu une fois un Démocrate. En général, le Comté de Riley et le Comté de Douglas sont les seuls comtés du district où les démocrates sont compétitifs, en raison de la présence importante de l'Université du Kansas et de la Kansas State University. Il couvre deux fuseaux horaires (il comprend toute la part du Kansas dans le fuseau horaire des montagnes) et des parties de trois marchés de la télévision (Topeka et Wichita, ainsi que Lincoln, Nebraska). En raison de sa taille, son Représentant au Congrès devient généralement une personnalité politique à l'échelle de l'État. Preuve de cela, depuis qu'il a pris sa configuration actuelle en 1963, quatre des anciens membres du Congrès du district ont ensuite été élus au Sénat américain : Bob Dole, Pat Roberts, Jerry Moran et Roger Marshall.
Le district accorde généralement à ses Représentants au Congrès de très longs mandats à Washington. De 1963 à 2011, il n'était tenu que par quatre membres : Bob Dole, Keith Sebelius, Roberts et Moran.

## Histoire
Le Kansas avait un seul Représentant à la Chambre des représentants des États-Unis jusqu'après le recensement américain de 1870, qui a montré que l'État avait droit à trois membres de la chambre basse de la législature nationale. En 1872, trois Représentants ont été élus, mais par la loi du 2 mars 1874, la législature a divisé l'État en trois districts. Le 1er district congressionnel était composé des comtés de Leavenworth, Doniphan, Brown, Nemaha, Marshall, Washington, Republic, Jewell, Smith, Phillips, Norton, Graham, Rooks, Osborne, Mitchell, Cloud, Clay, Ottawa, Ellis, Ellsworth, Russell, Saline, Dickinson, Lincoln, Riley, Pottawatomie, Jackson, Jefferson, Atchison, Davis (Geary), "et tout ce territoire situé au nord du deuxième parallèle standard."
Aucun changement n'a été apporté avant le recensement américain de 1880, qui a donné à l'État sept Représentants. Le 5 mars 1883, le Gouverneur George Washington Glick a approuvé une loi de la législature qui réduisait le 1er district pour n'inclure que les comtés de Nemaha, Brown, Doniphan, Pottawatomie, Jackson, Atchison, Jefferson et Leavenworth. La répartition a été modifiée par la loi du 13 mars 1897, qui a placé le Comté de Shawnee dans le 1er district et le Comté de Pottawatomie dans le 4e district.
Bien que le recensement américain de 1890 ait montré que la population du Kansas était suffisamment importante pour donner à l'État le droit à huit Représentants, aucun district supplémentaire n'a été créé avant 1905. Par la loi du 9 mars 1905, l'État a été divisé en huit districts avec le 1er district composé des comtés de Nemaha, Brown, Doniphan, Jackson, Atchison, Jefferson, Leavenworth et Shawnee.
La configuration actuelle du district date du recensement américain de 1960, lorsque le Kansas est passé de six districts à cinq. L'ancien 2e  a été éliminé et la majeure partie de son territoire a été fusionnée avec l'ancien 6e - représenté par Bob Dole - pour former le nouveau 1er. Il est resté plus ou moins le même depuis lors et a été considérablement agrandi en raison des déplacements de population de l'État vers la partie orientale de l'État bordant le Missouri.
La division actuelle de l'État date du recensement américain de 1990, lorsque le Kansas est passé de cinq districts à quatre. Les frontières actuelles ont été établies en 2012 par un panel de trois juges fédéraux, après que l'Assemblée législative du Kansas n'a pas réussi à adopter de nouvelles cartes de district.
La redistribution en 2022 a déplacé l'intégralité de Lawrence, siège de l'une des universités de l'État, l'Université du Kansas, du 2e district au 1er. La plupart du Comté de Jackson, tout celui de Jefferson et la partie restante des comtés de Marshall sont passés du 2e district au 1er. L'intégralité du Comté de Marshall est maintenant dans le district. Les comtés de Chase, Geary, Lyon, Marion, Morris et Wabaunsee sont tous passés au 2e district. En outre, une plus grande partie du Comté de Pawnee a déménagé dans le 4e district, bien que le comté reste toujours divisé.

### Recensement de 2000
À la suite du redécoupage après le recensement américain en 2000, il y avait 672 091 personnes, 260 490 ménages et 177 858 familles résidant dans le district. La densité de population était de 11,7 par mile carré (4,5 / km2) sur une superficie de 57 373 miles carrés (148 595 km2) (à peu près la même taille que l'État de l'Illinois). Il y avait 292 436 unités de logement à une densité moyenne de 5,1 par mile carré (2,0/km2). La composition raciale du district est de 89,02 % de blancs, 2,14 % de noirs ou d'afro-américains, 0,95 % d'asiatiques, 0,52 % d'amérindiens, 0,05 % d'insulaires du Pacifique, 5,62 % d'autres races et 1,70 % de deux races ou plus. Les hispaniques ou latinos de toute race représentaient 10,85% de la population.
Il y avait 260 490 ménages, dont 34,52% avaient des enfants de moins de 18 ans vivant avec eux, 57,30% étaient des couples mariés vivant ensemble, 7,65% avaient une femme au foyer sans mari et 31,72% n'étaient pas des familles. 27,58% de tous les ménages étaient composés d'individus et 12,75% avaient une personne vivant seule âgée de 65 ans ou plus. La taille moyenne des ménages était de 2,49 et la taille moyenne des familles de 3,05.
Dans le district, la répartition de la population par âge était de 26,46% de moins de 18 ans, 9,50% de 18 à 24 ans, 26,27% de 25 à 44 ans, 21,41% de 45 à 64 ans et 16,36% de 65 ans ou plus. L'âge médian était de 36,9 ans. Pour 100 femmes, il y avait 98,60 hommes. Pour 100 femmes âgées de 18 ans et plus, il y avait 95,80 hommes.
Le revenu médian d'un ménage du district est de 34 869 $ et le revenu médian d'une famille de 42 292 $. Les hommes avaient un revenu médian de 29 662 $ contre 20 851 $ pour les femmes. Le revenu par habitant du district était de 17 255 $. Environ 7,8 % des familles et 11,0 % de la population vivaient sous le seuil de pauvreté, dont 13,4 % des moins de 18 ans et 9,0 % des 65 ans ou plus.
Parmi la population âgée de 16 ans et plus, 65,1 % faisaient partie de la population active civile et 0,4 % faisaient partie des forces armées. Parmi les travailleurs civils employés, 16,3% étaient des fonctionnaires et 11,4% étaient des travailleurs indépendants. Les postes de gestion, professionnels et apparentés employaient 29,4 % de la main-d'œuvre et les postes de vente et de bureau 23,4 % supplémentaires. Seulement 2,7 % occupaient un emploi dans l'agriculture, la pêche et la foresterie. L'emploi le plus important par industrie était : l'enseignement, la santé et les services sociaux, 22,7 %; fabrication, 13,8%; commerce de détail, 11,7 % ; et agriculture, foresterie, pêche et chasse, et exploitation minière, 10,1 %.

## Géographie
Le 1er district comprend l'intégralité des comtés suivants à l'exception de Douglas et Jackson, qu'il partage avec le 2e district, et de Pawnee, qu'il partage avec le 4e district. La seule ville du Comté de Douglas au sein du district est Lawrence (dont certaines parties sont également partagées avec le 2e district) ; Les villes du Comté de Jackson comprennent Soldier, Circleville, Holton, Denison, Mayetta, Hoyt et Delia ; Les villes du Comté de Pawnee dans le district comprennent Burdett, Rozel et des parties de Larned.
| #   | Comté        | Siège          | Population |
| --- | ------------ | -------------- | ---------- |
| 9   | Barton       | Great Bend     | 24 899     |
| 23  | Cheyenne     | St. Francis    | 2636       |
| 25  | Clark        | Ashland        | 1847       |
| 27  | Clay         | Clay Center    | 8007       |
| 29  | Cloud        | Concordia      | 8854       |
| 39  | Decatur      | Oberlin        | 2712       |
| 41  | Dickinson    | Abilene        | 18 445     |
| 45  | Douglas      | Lawrence       | 120 553    |
| 51  | Ellis        | Hays           | 28 810     |
| 53  | Ellsworth    | Ellsworth      | 6357       |
| 55  | Finney       | Garden City    | 37 466     |
| 57  | Ford         | Dodge City     | 33 980     |
| 63  | Gove         | Gove City      | 2735       |
| 65  | Graham       | Hill City      | 2376       |
| 67  | Grant        | Ulysses        | 7147       |
| 69  | Gray         | Cimarron       | 5743       |
| 71  | Greeley      | Tribune        | 1181       |
| 75  | Hamilton     | Syracuse       | 2437       |
| 81  | Haskell      | Sublette       | 3630       |
| 83  | Hodgeman     | Jetmore        | 1655       |
| 85  | Jackson      | Holton         | 13 368     |
| 87  | Jefferson    | Oskaloosa      | 18 327     |
| 89  | Jewell       | Mankato        | 2847       |
| 93  | Kearney      | Lakin          | 3823       |
| 101 | Lane         | Dighton        | 1529       |
| 105 | Lincoln      | Lincoln        | 2920       |
| 109 | Logan        | Oakley         | 2665       |
| 113 | McPherson    | McPherson      | 30 091     |
| 117 | Marshall     | Marysville     | 9933       |
| 119 | Meade        | Meade          | 3911       |
| 123 | Mitchell     | Beloit         | 5719       |
| 129 | Morton       | Elkhart        | 2580       |
| 135 | Ness         | Ness City      | 2618       |
| 137 | Norton       | Norton         | 5330       |
| 141 | Osborne      | Osborne        | 3427       |
| 143 | Ottawa       | Minneapolis    | 5818       |
| 145 | Pawnee       | Larned         | 6126       |
| 147 | Phillips     | Phillipsburg   | 4761       |
| 149 | Pottawatomie | Westmoreland   | 26 382     |
| 153 | Rawlins      | Atwood         | 2463       |
| 155 | Reno         | Hutchinson     | 61 497     |
| 157 | Republic     | Belleville     | 4627       |
| 159 | Rice         | Lyons          | 9260       |
| 161 | Riley        | Manhattan      | 71 402     |
| 163 | Rooks        | Stockton       | 4778       |
| 165 | Rush         | La Crosse      | 2830       |
| 167 | Russell      | Russell        | 6723       |
| 169 | Saline       | Salina         | 53 098     |
| 171 | Scott        | Scott City     | 4922       |
| 175 | Seward       | Liberal        | 21 067     |
| 179 | Sheridan     | Hoxie          | 2423       |
| 181 | Sherman      | Goodland       | 5844       |
| 183 | Smith        | Smith Center   | 3590       |
| 187 | Stanton      | Johnson City   | 1901       |
| 189 | Stevens      | Hugoton        | 5077       |
| 193 | Thomas       | Colby          | 7865       |
| 195 | Trego        | WaKeeney       | 2731       |
| 199 | Wallace      | Sharon Springs | 1509       |
| 201 | Washington   | Washington     | 5504       |
| 203 | Wichita      | Leoti          | 2082       |

## Historique de vote
| Année | Poste     | Résultats              |
| ----- | --------- | ---------------------- |
| 2000  | President | Bush 67,0 % – 29,0 %   |
| 2004  | President | Bush 72,0 % 26,0 %     |
| 2008  | President | McCain 69,0 % – 30,0 % |
| 2012  | President | Romney 70,0 % – 28,0 % |
| 2016  | President | Trump 69,0 % – 24,0 %  |
| 2020  | President | Trump 70,0 % – 28,0 %  |

## Liste des Représentants
| Membre                          | Parti       | Années                          | Congrès     | Histoire électorale | Zone géographique |
| ------------------------------- | ----------- | ------------------------------- | ----------- | --- | ----------------- |
| District établit le 4 mars 1875 |             |                                 |             | |                   |
| William A. Phillips             | Républicain | 4 mars 1875 - 3 mars 1879       | 44e , 45e   | Redécoupage depuis le district at-large et réélu en 1874. Réélu en 1876. Perds sa renomination. |                   |
| John A. Anderson (en)           | Républicain | 4 mars 1879 - 3 mars 1885       | 46e - 48e   | Élu en 1878. Réélu en 1880. Réélu en 1882. Redécoupage vers le 5e district. |                   |
| Edmund N. Morrill (en)          | Républicain | 4 mars 1885 - 3 mars 1891       | 49e - 51e   | Redécoupage depuis le district at-large et réélu en 1884. Réélu en 1886. Réélu en 1888. Retrait. |                   |
| Case Broderick (en)             | Républicain | 4 mars 1891 - 3 mars 1899       | 52e - 55e   | Élu en 1890. Réélu en 1892. Réélu en 1894. Réélu en 1896. Perds sa renomination. |                   |
| Charles Curtis                  | Républicain | 4 mars 1899 - 28 janvier 1907   | 56e - 59e   | Redécoupage depuis le 4e district et réélu en 1898. Réélu en 1900. Réélu en 1902. Réélu en 1904. Réélu en 1906 mais démissionne lorsqu'élu Sénateur des États-Unis.                                   |                   |
| Daniel R. Anthony Jr. (en)      | Républicain | 23 mai 1907 - 3 mars 1929       | 60e - 70e   | Élu pour terminer le mandat de Curtis. Réélu en 1908. Réélu en 1910. Réélu en 1912. Réélu en 1914. Réélu en 1916. Réélu en 1918. Réélu en 1920. Réélu en 1922. Réélu en 1924. Réélu en 1926. Retrait. |                   |
| William Lambertson (en)         | Républicain | 4 mars 1929 - 3 janvier 1945    | 71e - 78e   | Élu en 1928. Réélu en 1930. Réélu en 1932. Réélu en 1934. Réélu en 1936. Réélu en 1938. Réélu en 1940. Réélu en 1942. Perds sa renomination.                                                          |                   |
| Albert M. Cole (en)             | Républicain | 3 janvier 1945 - 3 janvier 1953 | 79e - 82e   | Élu en 1944. Réélu en 1946. Réélu en 1948. Réélu en 1950. Perds sa réélection. |                   |
| Howard S. Miller (en)           | Démocrate   | 3 janvier 1953 - 3 janvier 1955 | 83e         | Élu en 1952. Perds sa réélection. |                   |
| William H. Avery (en)           | Républicain | 3 janvier 1955 - 3 janvier 1963 | 84e - 87e   | Élu en 1954. Réélu en 1956. Réélu en 1958. Réélu en 1960. Redécoupage vers le 2e district. |                   |
| Bob Dole                        | Républicain | 3 janvier 1963 - 3 janvier 1969 | 88e - 90e   | Redécoupage depuis le 6e district et réélu en 1962. Réélu en 1964. Réélu en 1966. Retrait pour se présenter comme Sénateur des États-Unis.                                                            |                   |
| Keith Sebelius (en)             | Républicain | 3 janvier 1969 - 3 janvier 1981 | 91e - 96e   | Élu en 1968. Réélu en 1970. Réélu en 1972. Réélu en 1974. Réélu en 1976. Réélu en 1978. Retrait. |                   |
| Pat Roberts                     | Républicain | 3 janvier 1981 - 3 janvier 1997 | 97e - 104e  | Élu en 1980. Réélu en 1982. Réélu en 1984. Réélu en 1986. Réélu en 1988. Réélu en 1990. Réélu en 1992. Réélu en 1994. Retrait pour se présenter comme Sénateur des États-Unis.                        |                   |
| Jerry Moran                     | Républicain | 3 janvier 1997 - 3 janvier 2011 | 105e - 111e | Élu en 1996. Réélu en 1998. Réélu en 2000. Réélu en 2002. Réélu en 2004. Réélu en 2006. Réélu en 2008. Retrait pour se présenter comme Sénateur des États-Unis.                                       |                   |
| Jerry Moran                     | Républicain | 3 janvier 1997 - 3 janvier 2011 | 105e - 111e | Élu en 1996. Réélu en 1998. Réélu en 2000. Réélu en 2002. Réélu en 2004. Réélu en 2006. Réélu en 2008. Retrait pour se présenter comme Sénateur des États-Unis.                                       | 2003–2013         |
| Tim Huelskamp                   | Républicain | 3 janvier 2011 - 3 janvier 2017 | 112e - 114e | Élu en 2010. Réélu en 2012. Réélu en 2014. Perds sa renomination. |                   |
| Tim Huelskamp                   | Républicain | 3 janvier 2011 - 3 janvier 2017 | 112e - 114e | Élu en 2010. Réélu en 2012. Réélu en 2014. Perds sa renomination. | 2013–2023         |
| Roger Marshall                  | Républicain | 3 janvier 2017 - 3 janvier 2021 | 115e - 116e | Élu en 2016. Réélu en 2018. Retrait pour se présenter comme Sénateur des États-Unis. |                   |
| Tracey Mann                     | Républicain | 3 janvier 2021 - Présent        | 117e - 119e | Élu en 2020. Réélu en 2022. Réélu en 2024. |                   |
| Tracey Mann                     | Républicain | 3 janvier 2021 - Présent        | 117e - 119e | Élu en 2020. Réélu en 2022. Réélu en 2024. | 2023–Présent      |

## Résultats des récentes élections
Voici les résultats des dix précédents cycles électoraux

### 2004
| Élection de 2004 du 1er district congressionnel du Kansas | Élection de 2004 du 1er district congressionnel du Kansas | Élection de 2004 du 1er district congressionnel du Kansas | Élection de 2004 du 1er district congressionnel du Kansas | Élection de 2004 du 1er district congressionnel du Kansas |
| --------------------------------------------------------- | --------------------------------------------------------- | --------------------------------------------------------- | --------------------------------------------------------- | --------------------------------------------------------- |
| Parti                                                     | Parti                                                     | Candidat                                                  | Votes                                                     | %                                                         |
|                                                           | Républicain                                               | Jerry Moran (sortant)                                     | 239 776                                                   | 90,72                                                     |
|                                                           | Libertarien                                               | Jack Warner                                               | 24 517                                                    | 9,28                                                      |
| Total des votes                                           | Total des votes                                           | Total des votes                                           | 264 293                                                   | 100%                                                      |
|                                                           | Les Républicains conservent                               |                                                           |                                                           |                                                           |

### 2006
| Élection de 2006 du 1er district congressionnel du Kansas | Élection de 2006 du 1er district congressionnel du Kansas | Élection de 2006 du 1er district congressionnel du Kansas | Élection de 2006 du 1er district congressionnel du Kansas | Élection de 2006 du 1er district congressionnel du Kansas |
| --------------------------------------------------------- | --------------------------------------------------------- | --------------------------------------------------------- | --------------------------------------------------------- | --------------------------------------------------------- |
| Parti                                                     | Parti                                                     | Candidat                                                  | Votes                                                     | %                                                         |
|                                                           | Républicain                                               | Jerry Moran (sortant)                                     | 153 298                                                   | 78,65                                                     |
|                                                           | Démocrate                                                 | John Doll                                                 | 38 820                                                    | 19,92                                                     |
|                                                           | Réforme                                                   | Sylvester Cain                                            | 2792                                                      | 1,43                                                      |
| Total des votes                                           | Total des votes                                           | Total des votes                                           | 194 910                                                   | 100%                                                      |
|                                                           | Les Républicains conservent                               |                                                           |                                                           |                                                           |

### 2008
| Élection de 2008 du 1er district congressionnel du Kansas | Élection de 2008 du 1er district congressionnel du Kansas | Élection de 2008 du 1er district congressionnel du Kansas | Élection de 2008 du 1er district congressionnel du Kansas | Élection de 2008 du 1er district congressionnel du Kansas |
| --------------------------------------------------------- | --------------------------------------------------------- | --------------------------------------------------------- | --------------------------------------------------------- | --------------------------------------------------------- |
| Parti                                                     | Parti                                                     | Candidat                                                  | Votes                                                     | %                                                         |
|                                                           | Républicain                                               | Jerry Moran (sortant)                                     | 214 549                                                   | 81,88                                                     |
|                                                           | Démocrate                                                 | James Bordonaro                                           | 34 771                                                    | 13,27                                                     |
|                                                           | Réforme                                                   | Kathleen Burton                                           | 7145                                                      | 2,73                                                      |
|                                                           | Libertarien                                               | Jack Warner                                               | 5562                                                      | 2,12                                                      |
| Total des votes                                           | Total des votes                                           | Total des votes                                           | 262 027                                                   | 100%                                                      |
|                                                           | Les Républicains conservent                               |                                                           |                                                           |                                                           |

### 2010
| Élection de 2010 du 1er district congressionnel du Kansas | Élection de 2010 du 1er district congressionnel du Kansas | Élection de 2010 du 1er district congressionnel du Kansas | Élection de 2010 du 1er district congressionnel du Kansas | Élection de 2010 du 1er district congressionnel du Kansas |
| --------------------------------------------------------- | --------------------------------------------------------- | --------------------------------------------------------- | --------------------------------------------------------- | --------------------------------------------------------- |
| Parti                                                     | Parti                                                     | Candidat                                                  | Votes                                                     | %                                                         |
|                                                           | Républicain                                               | Tim Huelskamp                                             | 142 281                                                   | 73,76                                                     |
|                                                           | Démocrate                                                 | Alan Jilka                                                | 44 068                                                    | 22,85                                                     |
|                                                           | Libertarien                                               | Jack Warner                                               | 6537                                                      | 3,39                                                      |
| Total des votes                                           | Total des votes                                           | Total des votes                                           | 192 886                                                   | 100%                                                      |
|                                                           | Les Républicains conservent                               |                                                           |                                                           |                                                           |

### 2012
| Élection de 2012 du 1er district congressionnel du Kansas | Élection de 2012 du 1er district congressionnel du Kansas | Élection de 2012 du 1er district congressionnel du Kansas | Élection de 2012 du 1er district congressionnel du Kansas | Élection de 2012 du 1er district congressionnel du Kansas |
| --------------------------------------------------------- | --------------------------------------------------------- | --------------------------------------------------------- | --------------------------------------------------------- | --------------------------------------------------------- |
| Parti                                                     | Parti                                                     | Candidat                                                  | Votes                                                     | %                                                         |
|                                                           | Républicain                                               | Tim Huelskamp (sortant)                                   | 211 337                                                   | 100%                                                      |
|                                                           | Les Républicains conservent                               |                                                           |                                                           |                                                           |

### 2014
| Élection de 2014 du 1er district congressionnel du Kansas | Élection de 2014 du 1er district congressionnel du Kansas | Élection de 2014 du 1er district congressionnel du Kansas | Élection de 2014 du 1er district congressionnel du Kansas | Élection de 2014 du 1er district congressionnel du Kansas |
| --------------------------------------------------------- | --------------------------------------------------------- | --------------------------------------------------------- | --------------------------------------------------------- | --------------------------------------------------------- |
| Parti                                                     | Parti                                                     | Candidat                                                  | Votes                                                     | %                                                         |
|                                                           | Républicain                                               | Tim Huelskamp (sortant)                                   | 138 764                                                   | 67,97                                                     |
|                                                           | Démocrate                                                 | James Sherow                                              | 65 397                                                    | 32,03                                                     |
| Total des votes                                           | Total des votes                                           | Total des votes                                           | 204 161                                                   | 100%                                                      |
|                                                           | Les Républicains conservent                               |                                                           |                                                           |                                                           |

### 2016
| Élection de 2016 du 1er district congressionnel du Kansas | Élection de 2016 du 1er district congressionnel du Kansas | Élection de 2016 du 1er district congressionnel du Kansas | Élection de 2016 du 1er district congressionnel du Kansas | Élection de 2016 du 1er district congressionnel du Kansas |
| --------------------------------------------------------- | --------------------------------------------------------- | --------------------------------------------------------- | --------------------------------------------------------- | --------------------------------------------------------- |
| Parti                                                     | Parti                                                     | Candidat                                                  | Votes                                                     | %                                                         |
|                                                           | Républicain                                               | Roger Marshall                                            | 166 051                                                   | 66,24                                                     |
|                                                           | Indépendant                                               | Alan LaPolice                                             | 66 218                                                    | 26,41                                                     |
|                                                           | Libertarien                                               | Kerry Burt                                                | 18 415                                                    | 7,35                                                      |
| Total des votes                                           | Total des votes                                           | Total des votes                                           | 250 684                                                   | 100%                                                      |
|                                                           | Les Républicains conservent                               |                                                           |                                                           |                                                           |

### 2018
| Élection de 2018 du 1er district congressionnel du Kansas | Élection de 2018 du 1er district congressionnel du Kansas | Élection de 2018 du 1er district congressionnel du Kansas | Élection de 2018 du 1er district congressionnel du Kansas | Élection de 2018 du 1er district congressionnel du Kansas |
| --------------------------------------------------------- | --------------------------------------------------------- | --------------------------------------------------------- | --------------------------------------------------------- | --------------------------------------------------------- |
| Parti                                                     | Parti                                                     | Candidat                                                  | Votes                                                     | %                                                         |
|                                                           | Républicain                                               | Roger Marshall (sortant)                                  | 153 082                                                   | 68,1                                                      |
|                                                           | Démocrate                                                 | Alan LaPolice                                             | 71 558                                                    | 31,9                                                      |
| Total des votes                                           | Total des votes                                           | Total des votes                                           | 224 640                                                   | 100%                                                      |
|                                                           | Les Républicains conservent                               |                                                           |                                                           |                                                           |

### 2020
| Élection de 2020 du 1er district congressionnel du Kansas | Élection de 2020 du 1er district congressionnel du Kansas | Élection de 2020 du 1er district congressionnel du Kansas | Élection de 2020 du 1er district congressionnel du Kansas | Élection de 2020 du 1er district congressionnel du Kansas |
| --------------------------------------------------------- | --------------------------------------------------------- | --------------------------------------------------------- | --------------------------------------------------------- | --------------------------------------------------------- |
| Parti                                                     | Parti                                                     | Candidat                                                  | Votes                                                     | %                                                         |
|                                                           | Républicain                                               | Tracey Mann                                               | 208 229                                                   | 71,2                                                      |
|                                                           | Démocrate                                                 | Kali Barnett                                              | 84 393                                                    | 28,8                                                      |
| Total des votes                                           | Total des votes                                           | Total des votes                                           | 292 622                                                   | 100%                                                      |
|                                                           | Les Républicains conservent                               |                                                           |                                                           |                                                           |

### 2022
| Primaire Républicaine de 2022 du 1er district congressionnel du Kansas | Primaire Républicaine de 2022 du 1er district congressionnel du Kansas | Primaire Républicaine de 2022 du 1er district congressionnel du Kansas | Primaire Républicaine de 2022 du 1er district congressionnel du Kansas | Primaire Républicaine de 2022 du 1er district congressionnel du Kansas |
| ---------------------------------------------------------------------- | ---------------------------------------------------------------------- | ---------------------------------------------------------------------- | ---------------------------------------------------------------------- | ---------------------------------------------------------------------- |
| Parti                                                                  | Parti                                                                  | Candidat                                                               | Votes                                                                  | %                                                                      |
|                                                                        | Républicain                                                            | Tracey Mann (sortant)                                                  | 117 371                                                                | 100%                                                                   |

| Primaire Démocrate de 2022 du 1er district congressionnel du Kansas | Primaire Démocrate de 2022 du 1er district congressionnel du Kansas | Primaire Démocrate de 2022 du 1er district congressionnel du Kansas | Primaire Démocrate de 2022 du 1er district congressionnel du Kansas | Primaire Démocrate de 2022 du 1er district congressionnel du Kansas |
| ------------------------------------------------------------------- | ------------------------------------------------------------------- | ------------------------------------------------------------------- | ------------------------------------------------------------------- | ------------------------------------------------------------------- |
| Parti                                                               | Parti                                                               | Candidat                                                            | Votes                                                               | %                                                                   |
|                                                                     | Démocrate                                                           | James Beard                                                         | 42 318                                                              | 100%                                                                |

| Élection de 2022 du 1er district congressionnel du Kansas | Élection de 2022 du 1er district congressionnel du Kansas | Élection de 2022 du 1er district congressionnel du Kansas | Élection de 2022 du 1er district congressionnel du Kansas | Élection de 2022 du 1er district congressionnel du Kansas |
| --------------------------------------------------------- | --------------------------------------------------------- | --------------------------------------------------------- | --------------------------------------------------------- | --------------------------------------------------------- |
| Parti                                                     | Parti                                                     | Candidat                                                  | Votes                                                     | %                                                         |
|                                                           | Républicain                                               | Tracey Mann (sortant)                                     | 161 333                                                   | 67,7                                                      |
|                                                           | Démocrate                                                 | James Beard                                               | 77 092                                                    | 32,3                                                      |
| Total des votes                                           | Total des votes                                           | Total des votes                                           | TBD                                                       | 100%                                                      |
|                                                           | Les Républicains conservent                               |                                                           |                                                           |                                                           |

### 2024
| Primaire Républicaine de 2024 du 1er district congressionnel du Kansas | Primaire Républicaine de 2024 du 1er district congressionnel du Kansas | Primaire Républicaine de 2024 du 1er district congressionnel du Kansas | Primaire Républicaine de 2024 du 1er district congressionnel du Kansas | Primaire Républicaine de 2024 du 1er district congressionnel du Kansas |
| ---------------------------------------------------------------------- | ---------------------------------------------------------------------- | ---------------------------------------------------------------------- | ---------------------------------------------------------------------- | ---------------------------------------------------------------------- |
| Parti                                                                  | Parti                                                                  | Candidat                                                               | Votes                                                                  | %                                                                      |
|                                                                        | Républicain                                                            | Tracey Mann (sortant)                                                  | 57 219                                                                 | 87,5                                                                   |
|                                                                        | Républicain                                                            | Eric Bloom                                                             | 8148                                                                   | 12,5                                                                   |

| Primaire Démocrate de 2024 du 1er district congressionnel du Kansas | Primaire Démocrate de 2024 du 1er district congressionnel du Kansas | Primaire Démocrate de 2024 du 1er district congressionnel du Kansas | Primaire Démocrate de 2024 du 1er district congressionnel du Kansas | Primaire Démocrate de 2024 du 1er district congressionnel du Kansas |
| ------------------------------------------------------------------- | ------------------------------------------------------------------- | ------------------------------------------------------------------- | ------------------------------------------------------------------- | ------------------------------------------------------------------- |
| Parti                                                               | Parti                                                               | Candidat                                                            | Votes                                                               | %                                                                   |
|                                                                     | Démocrate                                                           | Paul Buskirk                                                        | 15 240                                                              | 100%                                                                |

| Élection de 2024 du 1er district congressionnel du Kansas | Élection de 2024 du 1er district congressionnel du Kansas | Élection de 2024 du 1er district congressionnel du Kansas | Élection de 2024 du 1er district congressionnel du Kansas | Élection de 2024 du 1er district congressionnel du Kansas |
| --------------------------------------------------------- | --------------------------------------------------------- | --------------------------------------------------------- | --------------------------------------------------------- | --------------------------------------------------------- |
| Parti                                                     | Parti                                                     | Candidat                                                  | Votes                                                     | %                                                         |
|                                                           | Républicain                                               | Tracey Mann (sortant)                                     | 210 493                                                   | 69,1                                                      |
|                                                           | Démocrate                                                 | Paul Buskirk                                              | 93 965                                                    | 30,9                                                      |
| Total des votes                                           | Total des votes                                           | Total des votes                                           | 304 458                                                   | 100%                                                      |
|                                                           | Les Républicains conservent                               |                                                           |                                                           |                                                           |